# Roland Spiller
Roland Spiller (* 29. Mai 1959 in Gunzenhausen) ist ein deutscher Romanist und seit 2004 Professor für spanisch- und französischsprachige Literaturen an der Johann Wolfgang Goethe-Universität Frankfurt am Main.

## Leben und Wirken
Nach dem Abitur am Melanchthon-Gymnasium Nürnberg nahm er ein Studium der Iberoromanischen Philologie, Islamwissenschaften und Italoromanischen Philologie an der Friedrich-Alexander-Universität Erlangen-Nürnberg und an der Universität Granada auf. 1988 begann er mit einem DAAD-Stipendium an der Universidad de Buenos Aires seine Promotion. Die Dissertation wurde mit dem Titel Zwischen Utopie und Aporie. Die erzählerische Ermittlung der Identität in argentinischen Romanen der Gegenwart: Juan Martini, Tomás Eloy Martínez, Ricardo Piglia, Abel Posse und Rodolfo Rabanal 1993 veröffentlicht.
Dank eines Habilitationsstipendiums der Alexander von Humboldt-Stiftung (Feodor Lynen Programm) konnte er seine wissenschaftliche Arbeit in Paris (Universität Paris XIII und INALCO) fortsetzen. Das daraus hervorgegangene Buch Tahar Ben Jelloun. Schreiben zwischen den Kulturen ist die erste in Deutschland erschienene Habilitationsschrift zur französischsprachigen Literatur des Maghreb.
Nach seiner Habilitation wurde er am Institut für Romanistik der Universität Erlangen-Nürnberg Privatdozent und Oberassistent. Im Wintersemester 2000/2001 übernahm er eine Lehrstuhlvertretung (C-4) am Romanischen Seminar der Christian-Albrechts-Universität zu Kiel.
2003 wurde er kooptiertes Mitglied im Vorstand des Deutsch-Französischen Instituts in Erlangen. Als Mitglied der „Sektion Lateinamerika“ des Zentralinstituts für Regionalforschung der Universität Erlangen-Nürnberg (1989–2004) organisierte er internationale Kongresse und gab vier Argentinien, Uruguay, Chile und Mexiko gewidmete Sammelbände heraus.
2004 wurde er als Professor für „Neue Romania“ am Institut für Romanische Sprachen und Literaturen der Goethe-Universität Frankfurt am Main berufen; einen anderen Ruf an die RWTH Aachen lehnte er ab.
2007 gründete er in Kooperation mit dem Frankfurter Institut français das „Forum France Monde Francophone“, das in Form von Tagungen, Vorträgen und Lesungen aktuelle gesellschaftsrelevante Fragen aufgreift.
Von 2014 bis 2023 war Spiller Jurymitglied für die Übersetzungsförderung bei LITPROM, der Gesellschaft zur Förderung der Literatur aus Afrika, Asien und Lateinamerika in Frankfurt am Main. Als Kultur- und Literaturvermittler ist er durch die Organisation von internationalen Kongressen, zahlreichen Autorenlesungen, Theateraufführungen und Ausstellungen an der Schnittstelle von Universität, Kunst und Öffentlichkeit tätig.
2020 wurde er Direktor des internationalen Projekts Archives in Transition: Collective Memories and Subaltern Uses, das durch das Forschungs- und Innovationsprogramm Horizon 2020 der Europäischen Union im Rahmen des MSCA-RISE-Programms (Marie Skłodowska-Curie Actions – Research and Innovation Staff Exchange) gefördert wird.

## Forschungsschwerpunkte
Seine Schwerpunkte sind Transkulturalität, memory studies, Trauma- und Traumstudien, Dokumentarfilme, der historische Wandel der Darstellung von Identitäten und deren Ästhetik, insbesondere im 19. und 20. Jahrhundert sowie in der Gegenwartsliteratur.

## Publikationen

### Als Autor
- Zwischen Utopie und Aporie. Die erzählerische Ermittlung der Identität in argentinischen Romanen der Gegenwart: Juan Martini, Tomás Eloy Martínez, Ricardo Piglia, Abel Posse und Rodolfo Rabanal, Frankfurt/M.: Vervuert 1993.
- La novela argentina de los años '80, Frankfurt/M.: Vervuert 1991
- Culturas del Río de la Plata. Transgresión e intercambio (1973-1993), Frankfurt/M.: Vervuert 1995.
- Tahar Ben Jelloun: Schreiben zwischen den Kulturen, Darmstadt: Wissenschaftliche Buchgesellschaft. 2000. (Beiträge zur Romanistik. 4.)
- mit Susanne Igler: Más Nuevas del Imperio. Estudios interdisciplinarios acerca de Carlota de México, Frankfurt/M.: Vervuert 2001.
- mit Titus Heydenreich, Walter Hoefler, Sergio Vergara: Memoria, duelo y narración. Chile después de Pinochet: literatura, cine, sociedad, Frankfurt/M.: Vervuert 2004.
- mit Rudolf Freiburg, Markus May: Kultbücher, Würzburg: Königshausen & Neumann 2004.
- mit Yvette Sánchez: La poética de la mirada (literaturas hispánicas siglo XX). (Die Poetik des Blicks. Hispanische Literaturen des 20. Jahrhunderts), Madrid: Visor 2004.
- mit Wolfgang Muno: Diskurse rund um den Fußball in Lateinamerika. Arbeitskreis Lateinamerika der Universität Mainz. 2007.
- mit Yvette Sánchez: Poéticas del fracaso (literaturas hispánicas siglo XX). Tübingen: Narr 2009.
- mit Andrea Gremels: Cuba – la Revolución revis(it)ada, Tübingen: Narr 2010.
- Borges - Buenos Aires: configuraciones de la ciudad del siglo XIX al XXI. Frankfurt/Madrid: Vervuert 2014.  (Erlanger Lateinamerika-Studien. 52.)
- Julio Cortázar y Adolfo Bioy Casares: relecturas entrecruzadas, Berlin: Erich Schmidt 2016.
- mit Kirsten Mahlke, Janett Reinstädler: Trauma y memoria cultural: Hispanoamérica y España, Berlin, de Gruyter Handbook 2020.

### Als Herausgeber
- mit Werner Mackenbach, Elisabeth Rohr, Thomas Schreijäck und Gerhard Strecker: Guatemala: Nunca más – Niemals wieder. Desde el trauma de la Guerra Civil hacia la integración étnica, la democracia y la justicia social, Guatemala: F&G Editores 2015.
- mit Thomas Schreijäck: Colombia: memoria histórica, postkonflicto y transmigration, Frankfurt et.al.: Peter Lang 2018.
- mit Katarzyna Moszczynska-Dürst und Aránzazu Calderón: Extremas. Figuras de la furia y la felicidad en la producción cultural ibérica y latinoamericana del siglo XXI, Berlin et.al.: Peter Lang 2019.
- mit Gesine Brede: Archivos en transición. Memorias colectivas y usos subalternos, Tübingen: Narr 2023.
- mit Pilar Mendoza, Jeff Cedeño: Archivos, entremados y transformaciones polifónicas de la memoria en Colombia, Tübingen: Narr 2024.

Artikel (Auswahl)
- „’Nuestra isla se hunde’: naufragio con espectadores o como describir el castrismo“, in: Gremels, Andrea / Spiller, Roland (eds.), Cuba – la Revolución revis(it)ada, Tübingen: Narr 2010, S. 213–230.

- „Argentinische Literatur. Das Land am Ende der Welt und seine Schriftsteller. Autoren loten die Grenzen des Sagbaren aus: Die Erneuerung des Gedächtnisses aus dem Gedächtnis der Erneuerung“, in: Forschung Frankfurt, 2/2010, S. 37–43.

- „Traducir y soñar: la creatividad del infiel“, in: de Toro, Alfonso (Hg.), Jorge Luis Borges: Translación e historia, Hildesheim / Zürich / New York: Olms, 2010, S. 111–126.

- „’Fuegos artificiales en el neocórtex’: la poesía de Borges como base de una antropología literaria“, in: de Toro, Alfonso (Hg.), Borges poeta, Hildesheim / Zürich / New York: Olms 2010, S. 85–104.

- „Changing the Sexes between Utopia and Heterotopia Tahar Ben Jelloun’s The sand Child and The Sacred Night“, in: Neuwirth, Angelika, Pflitsch, Andreas und Winckler, Barbara (eds.), Arabic Literature, 2010, S. 369–381.

- „Fracasar con éxito“, in: Retórica de la crisis, Humboldt, (Una publicación del Goethe Institut), 155, 2011, S. 20–23.

- „Resonancias de la diferencia: la poesía en vía hacia la transculturalidad“, in: Iberoramericana XI, 43, (2011), S. 193–207.

- „La verdad de la memoria en la memoria de la verdad. Poiesis después de Auschwitz: Juan Gelman“, in: Reinstädler, Janett (Hg.): Escribir después de la dictadura. La producción literaria y cultural en las posdictaduras de Europa e Hispanoamérica, Frankfurt/Madrid: Vervuert/Iberoamericana 2011, S. 197–219.

- „Mouvements dans le palimpseste. Barcelone, ville de l’imaginaire. (Eduardo Mendoza, Manuel Vázquez Montalbán, Tahar Ben Jelloun)“, in: Villes, vies, visions. Les villes, propriétés de l’écrivain. Conquêtes et reconquêtes esthétiques, historiques et politiques, eds. Beïda Chiki and Anne Douaire. Colloque international, Abu Dhabi, 8-10.3. 2009, Paris : PUF 2013, S. 231–252.

- „Guatemala en perspectiva transcultural“, S. 8–9, „Literatur aus Guatemala: Traum, Trauma und kollektives Gedächtnis“, S. 28–33, „Alan Mills: Ein Architekt paralleler Universen auf Traumpfaden“, S. 53, in: Hispanorama, 144, 2014.

- „Cuando despertó, el dinosaurio todavía estaba allí. La pesadilla de la historia en Guatemala. Ejemplos literarios de Horacio Castellanos Moya, Dante Liano, Rodrigo Rey Rosa y Carol Zardetto desde la neurobiología“, in: Roland Spiller et.al. (eds.), Guatemala: Nunca más – Niemals wieder. Desde el trauma de la Guerra Civil hacia la integración étnica, la democracia y la justicia social, Guatemala: F & G 2015, S. 167–211.

- „‘Solo en sueños […] nos asomamos a veces a lo que fuimos antes de ser esto que vaya a saber si somos’. Julio Cortázar y Adolfo Bioy Casares: sueños en clave transcultural“ in: Roland Spiller (ed.), Julio Cortázar y Adolfo Bioy Casares: relecturas entrecruzadas, Erich Schmidt: Berlin 2016, S. 11–38.

- „Mujeres que cuentan. Carol Zardetto: ConPasión Absoluta. Escritura guatemalteca en clave transcultural“ in: Katarzyna Moszczyńska-Dürst et. al. (eds.), Identidad, género y nuevas subjetividades en las literaturas hispánicas, Instituto de Estudios Ibéricos e Iberoamericanos de la Universidad de Varsovia: Varsovia 2016, S. 275–294.

- „Entrar y salir de Borges: analogía onírica, inmersión e intertextualidad en Ficciones y El hacedor“, in: Roland Béhar / Annick Louis (eds.), Borges – la boîte à outils, Paris: Actes de la recherche à l’ENS 2016, S. 37–49.

- „Never just a dream: Der Traum gelebter Literatur bei Dante Alighieri, Miguel de Cervantes und Jorge Luis Borges“, in: Albrecht Buschmann et.a. (Hg.), Literatur leben. Festschrift für Ottmar Ette, Frankfurt: Vervuert 2016, S. 605–614.

- „Espectros en el archivo, aspectos mediáticos del trauma guatemalteco en El material humano de Rodrigo Rey Rosa y La isla. Archivo de una tragedia de Uli Stelzner“, in: Iberoamericana Vol 17, Nr. 65, Mayo-Agosto 2017, S. 107–132.

- „Sueño y literatura como modelos de pluralización de las (re-)lecturas en Ficciones y El hacedor de Jorge Luis Borges“, en: Eduardo Ramos-Izquierdo (ed.), Alrededor de "Ficciones" y "El hacedor": lecturas y relecturas plurales, Paris: Colloquia 2017, S. 73–87.

- „El ángel y la pesadilla de la historia: La forma de las ruinas de Juan Gabriel Vásquez y El olvido que seremos de Héctor Abad Faciolince leídos desde Walter Benjamin“, in: ders. et.al. (eds.), Colombia: memoria histórica, posconflicto y transmigración, Frankfurt et.al.: Peter Lang 2018, S. 239–264.

- „Borges liest Dante : Träume von Geburt und Tod“, in: Mauro Fosco Bertola/Christiane Sollte-Gresser (Hg.), an den Rändern des Lebens. Träume vom Sterben und Geborenwerden in den Künsten, Wilhelm Fink Verlag 2019, S. 389–402.

- „Sprachliche Hybridität in der frankophonen Literatur aus der Karibik und dem Maghreb: Maryse Condé und Tahar Ben Jelloun“, in: G. Budach et al., Grenzgänge en zones de contact, Paris: L’Harmattan 2019, S. 215–222.
- „’…quel giorno più non vi leggemmo avante’. Dante bei Borges: der Traum als Intertext und transkulturelle Rezeption“, in: Irmgard Scharold (Hg.), Dante – intermedial: Die Divina Commedia in Literatur und Medien, Würzburg: Königshausen & Neumann. 2022, S. 251–282.

- „Cuerpos soñados: el escritor como alga en 2666 de Roberto Bolaño. Entre biopolítica y psicopolítica: las algas ficcionalizadas“, in: Alicia Montes, María Cristina Ares (eds), Cuerpo y violencia. De la inermidad a la heterotopía, Buenos Aires-Los Angeles: Argus-a 2020, S. 137–156.

- „Introducción“, in: Kirsten Mahlke, Janett Reinstädler, Roland Spiller (eds), Trauma y memoria cultural: Hispanoamérica y España, Berlin: de Gruyter Handbook 2020, S. 1–16.

- „Trauma y memoria en movimiento“, in: Kirsten Mahlke, Janett Reinstädler, Roland Spiller (eds.), Trauma y memoria cultural: Hispanoamérica y España, Berlin: de Gruyter Handbook 2020, S. 565–586.

- „Traducción como transculturación o las mil orillas del río: El abrazo de la serpiente de Ciro Guerra“, in: Claudia Franziska Brühwiler, Vanessa Boanada Fuchs, Ana Esquinas Rychen (eds.), Coreografías transculturales: liber amicorum para Yvette Sánchez = Choreographien transkultureller Choreagraphien, 2022, S. 341–361.

- „Archivos en movimiento: teorías, po/ética y el cine documental“, in: Gesine Brede (eds.): Archivos en transición. Memorias colectivas y usos subalternos. Tübingen: Narr 2023, S. 37–62.

- „Transformación del trauma, creación del archivo en películas de animación: El canto de las moscas de Ana María Vallejo“, in: Pilar Mendoza, Jeff Cedeño, Roland Spiller (eds.), Archivos, entremados y transformaciones polifónicas de la memoria en Colombia, Tübingen: Narr 2024.